# Flor ligulada

Esquema de una flor ligulada: A = ovario; B = vilano; C = anteras; D = lígula; E = estilo con estigma

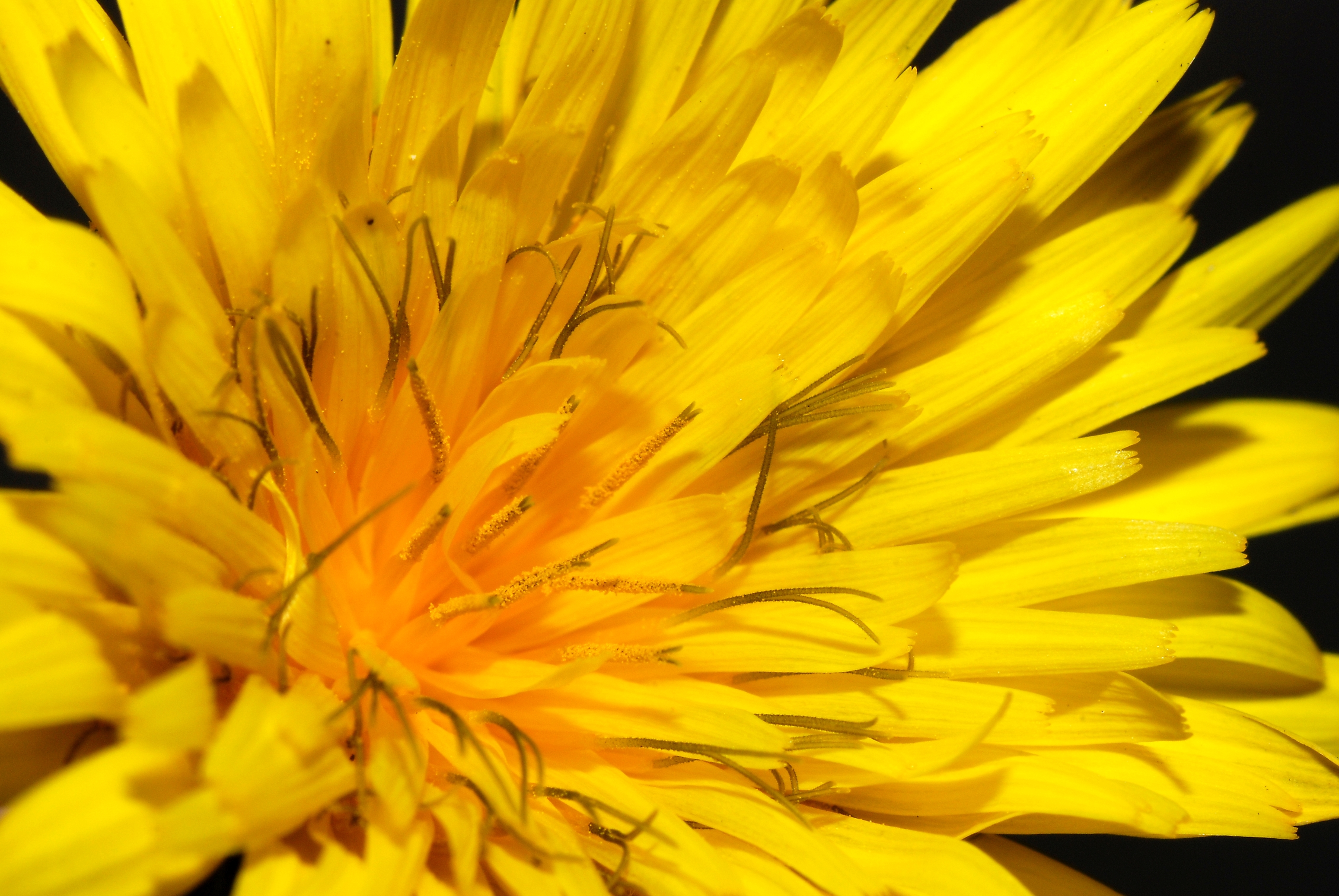
Capítulo de Hieracium (Asteraceae) formado únicamente por flores liguladas.

En botánica se denomina liguladas aquellas flores que pueden hallarse en el capítulo de ciertas familias de plantas, tales como las compuestas (Asteraceae). 
Las flores liguladas son pequeñas, hermafroditas o, en ocasiones, funcionalmente unisexuales o estériles (en este último caso se denominan neutras). Son de simetría zigomorfas ,es decir, de simetría bilateral.
El cáliz es nulo o bien los sépalos están profundamente modificados, formando un papus o vilano, de dos a muchas escamas, cerdas o pelos, persistentes, a veces connadas. El papus puede ser piloso, diminutamente barbado, o plumoso.
La corola es gamopétala, los cinco pétalos se unen entre sí formando un tubo corto y el limbo prolongado lateralmente en una lígula con 3 o 5 dientes. El tubo es la parte de la corola más próxima a la inseción de los filamentos de los estambres. El limbo es la porción más distal y comprende, hacia el tubo, la garganta y distalmente, los lóbulos. Las lígulas usualmente presentan en su ápice 5 dientes o lóbulos.
El androceo presenta usualmente 5 estambres, los cuales alternan con los lóbulos de la corola. Los filamentos, separados entre sí, se hallan insertos en el tubo de la corola. Las anteras basifijas se unen entre sí, muchas veces con apéndices apicales o lóbulos basales, formando un tubo alrededor del estilo en el cual el polen es liberado, y el estilo entonces crece a través de este tubo, empujando hacia afuera o tomando el polen (con pelos variadamente desarrollados) y presentándoselo a los visitantes florales, después de lo cual los estigmas se vuelven receptivos (es decir, con un émbolo o mecanismo de polinización por cepillado). Las anteras presentan dehiscencia longitudinal e introrsa. Los granos de polen usualmente son tricolporados.
El gineceo es de 2 carpelos connados, ovario ínfero, unilocular. Presentan un solo óvulo anátropo, con 1 tegumento y un delgado megasporangio. La placentación es basal. El pistilo presenta un estilo que usualmente posee en su ápice un nectario. El estilo se halla dividido distalmente en dos ramas (ramas estilares) que presentan papilas estigmáticas en su cara adaxial dispuestas en dos líneas separadas o bien, en una sola banda continua.